# Iliman Ndiaye
Iliman Cheikh Baroy Ndiaye (* 6. März 2000 in Rouen, Frankreich) ist ein senegalesischer Fußballspieler. Er steht beim FC Everton unter Vertrag.

## Karriere

### Verein
Der Sohn eines senegalesischen Vaters und einer französischen Mutter begann in seiner Heimatstadt mit dem Fußballspielen. 2010 wechselte er in die Jugend von Olympique Marseille. Nachdem er mit seiner Familie in den Senegal gezogen war, schloss er sich der AS Dakar Sacré-Cœur, einem Farmteam von Olympique Lyon, an.
2016 kehrte er nach Europa zurück. Seine erste Station in England war der fünftklassige FC Boreham Wood. Von dort wechselte er 2019 zu Sheffield United, wo er einen Dreijahresvertrag unterschrieb. Unmittelbar darauf wurde er für eine Spielzeit an den Siebtligisten Hyde United ausgeliehen.
Seinen ersten Einsatz in der Premier League hatte Ndiaye am 14. März 2021 bei der 0:5-Niederlage gegen Leicester City.
Im Sommer 2023 wechselte er zurück zu seinem Jugendverein Olympique Marseille.
Ein Jahr unterschrieb er beim FC Everton einen Vertrag bis 2029.

### Nationalmannschaft
Ndiaye debütierte am 4. Juni 2022 beim 3:1-Sieg im Qualifikationsspiel zur Afrikameisterschaft 2024 gegen Benin in der senegalesischen Nationalmannschaft, als er in der 67. Spielminute für Boulaye Dia eingewechselt wurde.
Anlässlich der Fußball-Weltmeisterschaft 2022 in Katar nominierte ihn Nationaltrainer Aliou Cissé für das senegalesische Aufgebot.